# Cliffhanger
Cliffhanger (česky doslova „visící na útesu“) je typ dějového zvratu v příběhu, užívaný v literatuře, dramatu, filmu či ve velké míře v televizních seriálech. Cliffhanger je dramatický závěr díla, při němž hrdina zůstává v nevyřešené, nebezpečné situaci, jedná se tak o „konec v nejnapínavějším momentu“.

## Použití
Cliffhanger se často používá na závěr dílu televizního seriálu, aby se divák rozhodl sledovat i příští epizodu. Některé seriály mají jako cliffhangerový také poslední díl dané řady, aby se divák díval i v příští sezóně (například seriály Star Trek: Nová generace či Námořní vyšetřovací služba). Mezi nejvýznamnější použití pak patří seriál Dallas s epizodou 3×25 A House Divided, která všechny diváky na pět měsíců zaměstnala otázkou „Kdo postřelil J.R.?“

## Historie
Idea cliffhangeru se užívá už v nejstarších dílech – například Pohádky tisíce a jedné noci jsou založeny právě na faktu, že krásná Šeherezáda ukončí své noční vyprávění vždy v nejnapínavějším momentu, takže ji král nenechá popravit, protože chce slyšet další pokračování.
S cliffhangerem v novější literatuře pracoval Charles Dickens, který ve svém povídkovém seriálu Starožitníkův krám na konci jedné kapitoly nechává malou Nell závažně nemocnou. To mělo údajně za následek, že čtenáři stojící v docích newyorského přístavu a čekající na připlutí lodě s výtisky pokračování z Anglie křičeli po námořnících a chtěli, aby jim prozradili, jak příběh pokračuje.
Původ samotného výrazu cliffhanger je přisuzován Thomasovi Hardymu, respektive jeho dílu A Pair of Blue Eyes, ve kterém autor skutečně nechal v jednom z příběhů hlavního hrdinu Henryho Knighta viset z útesu.